# Aermacchi Ala d'Oro-serie

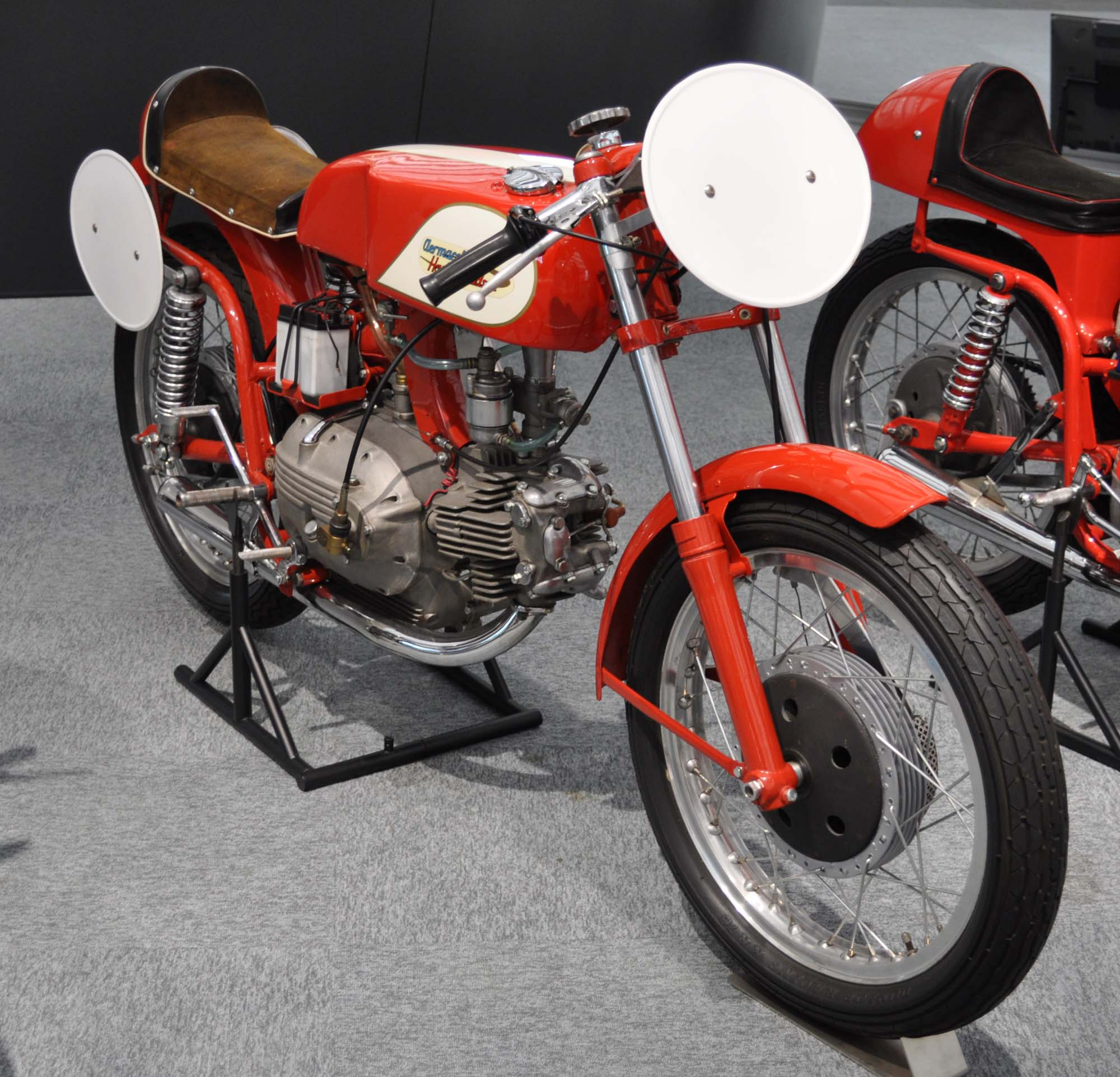
Ala d'Oro uit 1963, nog met een natte platenkoppeling

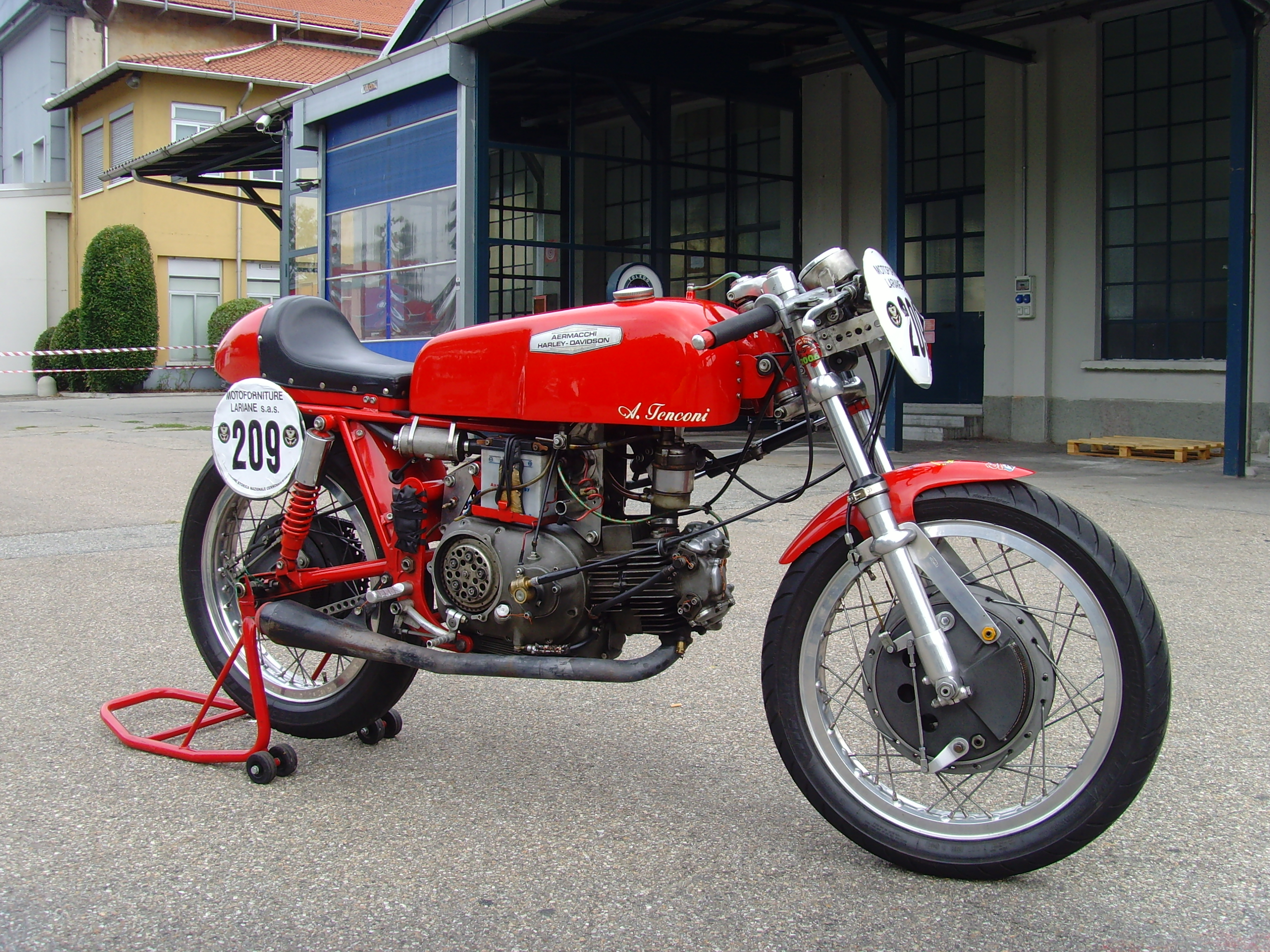
Ala d'Oro uit 1968, met droge platenkoppeling

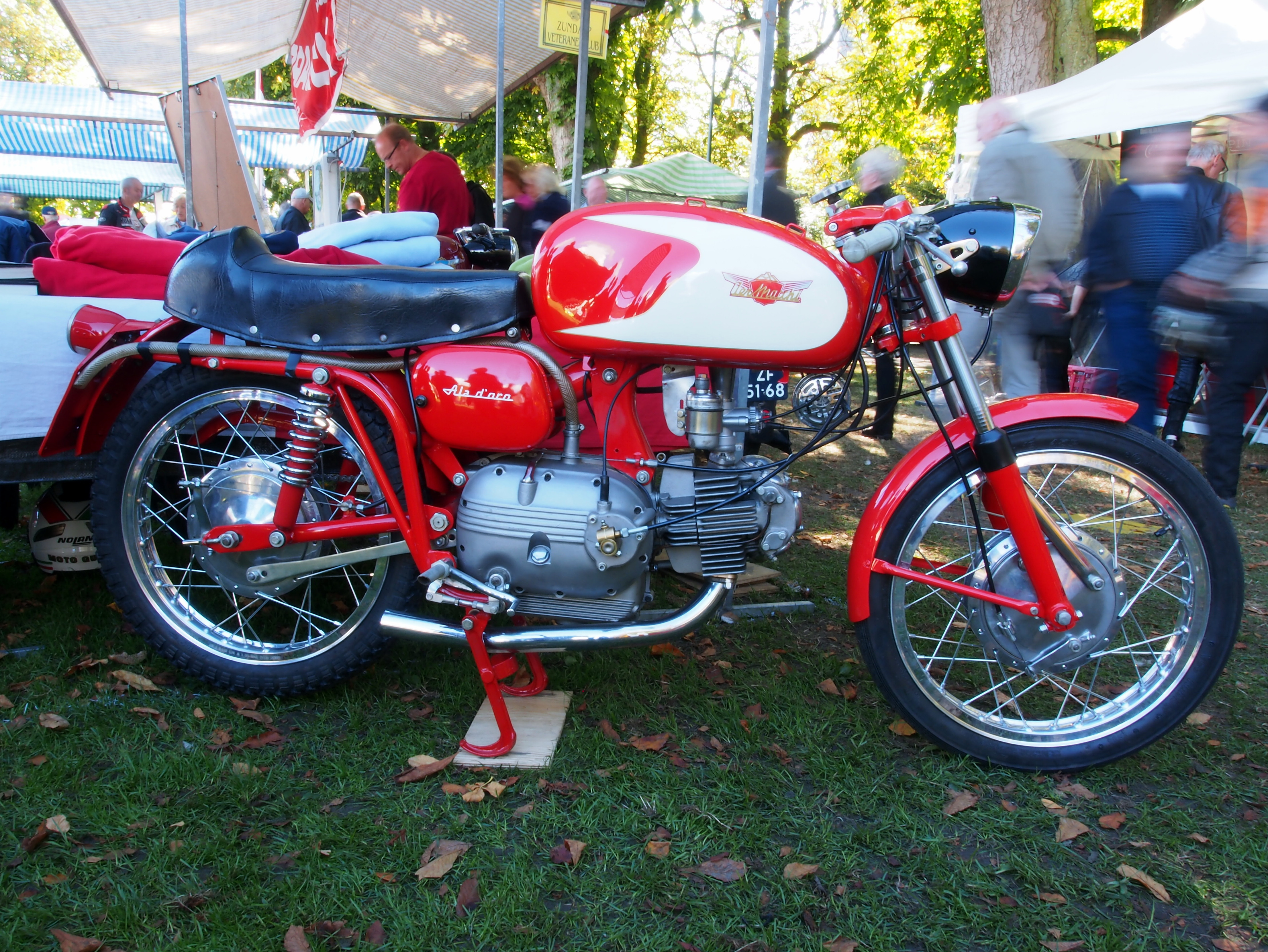
De sportieve toerversie van de Ala d'Oro 250

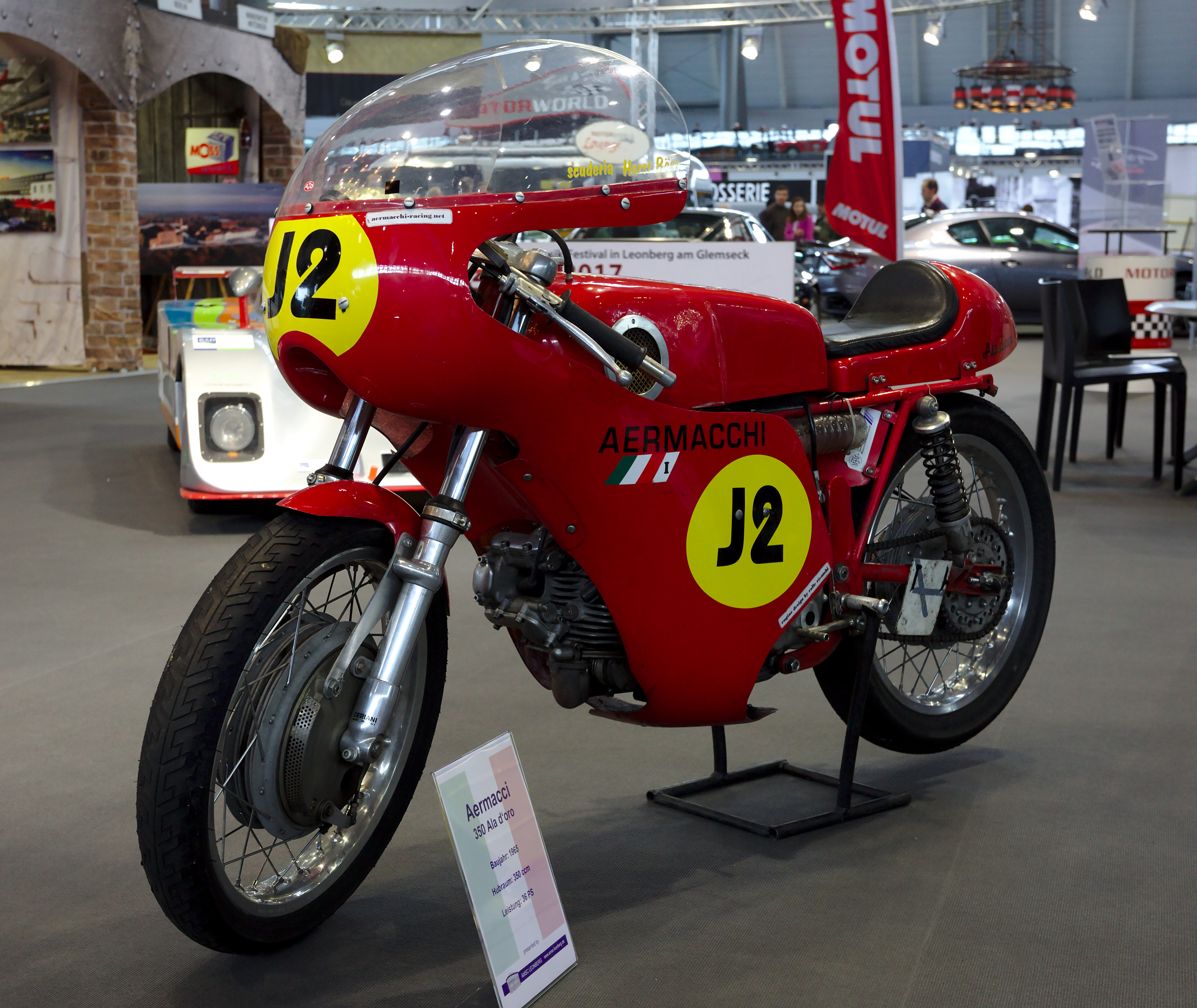
Ala d'Oro 350 uit 1965

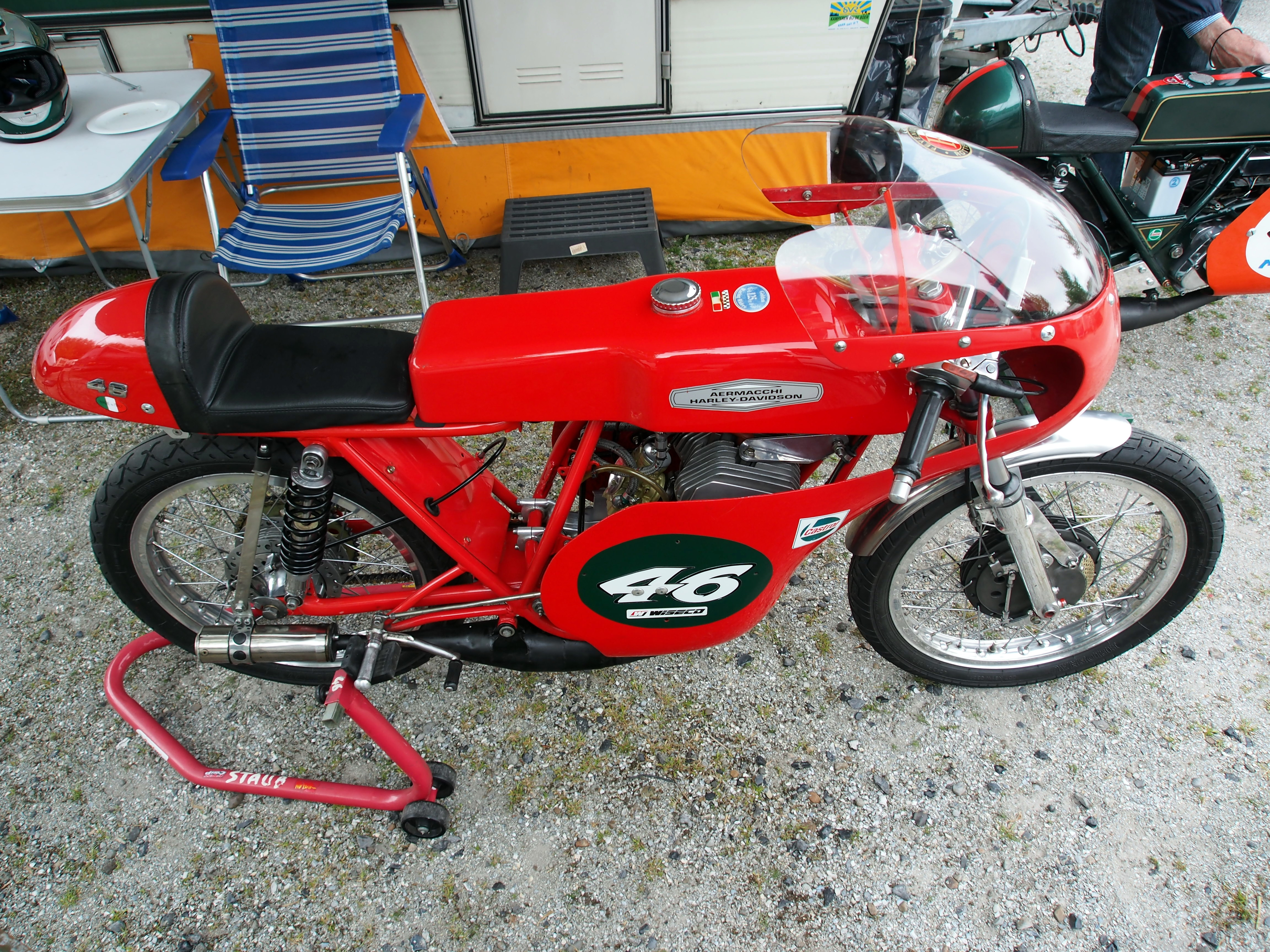
Ala d'Oro 125

De Aermacchi Ala d'Oro-serie was een serie wegrace-motorfietsen die door het Italiaanse merk Aermacchi werden gebouwd in de jaren zestig.

## Voorgeschiedenis
De Aermacchi Ala d'Oro motorfietsen waren aanvankelijk allemaal voorzien van een eencilinder viertaktmotor met een liggende cilinder met stoterstangen. Al in 1957 werden er op basis de motor van de Aermacchi Ala Rossa 175 racers gebouwd voor de Italiaanse Formule 3 races en voor lange-afstand wedstrijden. De Ala Verde 250-motor werd gebruikt voor 250 cc races. Toen Harley-Davidson in 1960 een belang van 50% in Aermacchi nam, moesten racers wel van bestaande standaardmodellen afstammen, want dat was de bedrijfspolitiek van Harley-Davidson. De eerste racers die de fabriek maakte waren nog opgevoerde Ala Verde's. Daarmee leidden Arnold Jones en Horace Crowder de Thruxton 500 van 1960, tot de primaire aandrijving het begaf. Tot dat moment was de machine echter een sensatie: Jones en Crowder hadden een voorsprong van twee ronden.

### Websterini
Voormalig coureur Bill Webster was toeschouwer bij deze race en hij zag meteen het potentieel van de machine. Hij nam meteen contact op met Aermacchi en in september 1960 maakte hij bekend dat hij Aermacchi's zou gaan importeren. Voor 1961 zou hij tien 250 cc racers bestellen. In het seizoen 1962 gaf hij een van zijn machines aan de zoon van zijn vriend Les Graham, Stuart.

## Ala d'Oro 175
In 1958 bracht Aermacchi al een 175 cc racer uit die gebaseerd was op de Ala Rossa. De machine leverde tussen 12 en 16 pk, maar in 1959 was het vermogen al gestegen tot 20,8 pk. Met een topsnelheid van 160 km/h kon dit motorfietsje concurreren met de andere merken in de jeugdkampioenschappen en heuvelklimwedstrijden. De Ala d'Oro werd niet uitsluitend als racer gebouwd; Voor het Italiaanse Formule 3 kampioenschap moest de machine straatlegaal zijn met een kenteken en verlichting. De Aermacchi Ala d'Oro 175 bleef in productie tot 1965.

## Ala d'Oro 250 racer
De eerste 250 cc racer uit 1959 had ook voor die tijd nog tamelijk ouderwetse maten: boring x slag bedroegen 66 x 72 mm, de cilinderinhoud was 246,3 cc. De machine had een 27 mm Dell'Orto valstroomcarburateur, een meervoudige natte platenkoppeling en vier versnellingen. Hoewel afgeleid van de Aermacchi Ala Verde waren er inwendig toch een aantal verschillen waardoor onderdelen niet zomaar uitwisselbaar waren. De drijfstang was langer, waardoor de pistonpen hoger in de zuiger zat. De Ala d'Oro had zodoende een 15 mm kortere zuiger. Toch was de zuiger van de Ala d'Oro slechts 10 gram lichter. De Ala Verde had door zijn langere drijfstang een stillere loop, maar ook minder slijtage van de cilinderwand. De inlaatdiameter van de carburateur was 27 mm tegen 24 mm van de Ala Verde, maar de kleppen waren gelijk. De kleppen van de Ala Verde waren iets afgefreesd om ruimte te maken voor de steeds terugkerende koolaanslag, maar de kleppen van een echte racer als de Ala d'Oro zouden daardoor te zwak worden. Men ging ervan uit dat de coureur zijn motorblok vaker uit elkaar zou halen en de kleppen zou reinigen. De primaire aandrijving van de Ala Verde had schuine vertanding en een transmissiedempende centrale veer, waardoor het geruis werd tegengegaan, bij de Ala d'Oro was de vertanding recht omdat het aandrijfgeluid werd overstemd door de motor. De Ala Verde had een gietijzeren cilinder van 5,75 kg, de Ala d'Oro had een aluminium cilinder van 2,35 kg.
Het ruggengraatframe bestond uit een forse centrale buis waar het blok met een paar schetsplaten in gehangen was, maar ook onder de versnellingsbak zaten twee buizen die richting de schokdempers liepen en met de centrale buis verbonden waren. De motor leverde ongeveer 22 pk. Alberto Pagani haalde er in het seizoen 1960 een verdienstelijke vijfde plaats mee in de Grand Prix van België, maar tegen de viercilinder Honda RC 161 was het machientje niet opgewassen. De Aermacchi-racer was dan ook meer bedoeld voor privérijders, die nauwelijks een goede, enigszins moderne 250 cc racer konden kopen. In 1962 bouwde men een korte slag motor: 72 x 61 mm, wat resulteerde in een cilinderinhoud van 248,4 cc. De 250 cc Ala d'Oro leverde inmiddels meer dan 30 pk, maar onderdelen als krukpennen en het kleppenmechanisme werden er (te) zwaar door belast. Populair was de machine niettemin, want het was een eenvoudige, simpel te onderhouden motorfiets met een laag zwaartepunt. In 1965 werd de koppeling vervangen door een exemplaar met droge platen en werd het frame verstevigd, maar al in 1966 werd het frame vervangen door een opnieuw verbeterde versie, vooral steviger rond de ophanging van de swingarm. Intussen waren ook de remmen en de voorvork verbeterd. In het voorwiel zaten nu viernoks remmen van Ceriani of Fontana. In 1965 wilde constructeur Alfredo Bianchi nieuwe motoren ontwerpen, met bovenliggende nokkenassen, maar opnieuw stak Harley-Davidson hier een stokje voor. Het bleef dus bij detailwijzigingen, zoals de droge platenkoppeling, waarbij de eerste uitvoeringen herkenbaar waren aan enkele koelsleufjes in het rechter carterdeksel. Als enige Italiaanse leverancier van productieracers bleef Aermacchi verzekerd van een behoorlijk marktaandeel, tot Yamaha steeds sneller productie-tweetakten ging maken. In 1969 bestond het grootste deel van het 250 cc veld uit Yamaha TD 2's.

## Ala d'Oro 250
Van het eerste model werd ook een sportieve toermotor uitgebracht, die tot 1969 leverbaar bleef. Deze bleef gedurende zijn hele bestaan de "oude" boring-slagverhouding van 66 x 72 mm behouden. Op het laatst leverde de machine ongeveer 25 pk met een topsnelheid van 170 km/h. Uiterlijk leek de machine veel op de Aermacchi Ala Verde 250, maar de straatversie van de Ala d'Oro had onder meer een toerenteller en leverde veel meer vermogen (ca. 25 pk) dan de Ala Verde (ca. 18 pk).

## Ala d'Oro 292 en 350
Al In 1962 volgde er 292 cc uitvoering, die opgebouwd werd met de 72 mm zuiger/cilinder van de nieuwe versie en de 72 mm krukas van de oude lange slag motor. De motor werd niet in races ingezet, hij was bedoeld voor de motorcross, maar eind 1963 volgde er een volwaardige 350 cc wegracer. Deze had een boring-slagverhouding van 74 x 80 mm en mat 344,1 cc. In 1968 kreeg de fabrieksracer een boring van 77 mm en een slag van 75 mm, en die verandering werd in 1969 ook voor productieracers doorgevoerd. In 1970 volgde een nieuwe wijziging: 78,5 x 72 mm. Deze versie kwam uiteindelijk tot 42 pk.

## Ala d'Oro 382 en 402
In 1969 verscheen er een Aermacchi voor de 500 cc klasse. Met de krukas van de eerste versie van de 350 had de machine een slag van 80 mm. Door de cilinder van de nieuwe 350 1 mm op te boren kwam de boring op 78 mm en de cilinderinhoud op 382 cc. Vervolgens kwam en nog een 402 cc versie, waarvan slechts weinig bekend is. De boring bedroeg zeer waarschijnlijk 80 mm, want samen met de bestaande slag van 80 mm levert dat exact 402,1 cc op.

## Ala d'Oro 125
Volkomen onverwacht werd er in 1969 een tweetaktmotor aan de Ala d'Oro-serie toegevoegd. Met deze 125cc-Ala d'Oro werd Kel Carruthers tweede in de Ultra-Lightweight TT. Hoewel er slechts een vermogen van 20 pk (aan het achterwiel) werd opgegeven maakte de handelbaarheid de Ala d'Oro op lastige circuits toch een kansrijke machine.

## Technische gegevens

### Technische gegevens Ala d'Oro 175
| Aermacchi              | Ala d'Oro 175                                                                   |
| ---------------------- | ------------------------------------------------------------------------------- |
| Periode                | 1957-1965                                                                       |
| Categorie              | productieracer                                                                  |
| Motortype              | viertakt OHV                                                                    |
| Bouwwijze              | liggende (165°) eencilinder                                                     |
| Koeling                | lucht                                                                           |
| Kleppen per cilinder   | 2                                                                               |
| boring                 | 60 mm                                                                           |
| slag                   | 61 mm                                                                           |
| Cilinderinhoud         | 172,5 cc                                                                        |
| Carburateur            | Dell'Orto 22,5 mm                                                               |
| Compressieverhouding   | onbekend                                                                        |
| Max. Vermogen          | 8,8 kW/12 pk oplopend tot 15,4 kW/21 pk                                         |
| Topsnelheid            | 150 km/h later 160 km/h                                                         |
| Primaire aandrijving   | tandwielen                                                                      |
| koppeling              | meervoudige natte platenkoppeling vanaf 1965: meervoudige droge platenkoppeling |
| versnellingen          | 4, later 5                                                                      |
| Secundaire aandrijving | ketting                                                                         |
| Rijwielgedeelte        | ruggengraatframe                                                                |
| Voorvork               | telescoopvork                                                                   |
| Achtervork             | swingarm                                                                        |
| Remmen                 | trommelremmen                                                                   |
| Tankinhoud             | verschillend                                                                    |
| Droog gewicht          | 112 kg                                                                          |

### Technische gegevens Ala d'Oro 250
| Aermacchi Ala d'Oro 250 | 1960                                                            | 1961                                              | 1962                                              | 1963                                              | 1964                                              | 1965                                              | 1966                                              | 1967                                              | 1968                                              | 1969                                                                         | toermodel                         |
| ----------------------- | --------------------------------------------------------------- | ------------------------------------------------- | ------------------------------------------------- | ------------------------------------------------- | ------------------------------------------------- | ------------------------------------------------- | ------------------------------------------------- | ------------------------------------------------- | ------------------------------------------------- | ---------------------------------------------------------------------------- | --------------------------------- |
| Periode                 | 1960-1961                                                       | 1960-1961                                         | 1962-1964                                         | 1962-1964                                         | 1962-1964                                         | 1965-1968                                         | 1965-1968                                         | 1965-1968                                         | 1968                                              | 1969                                                                         | 1960-1969                         |
| Categorie               | productieracer                                                  | productieracer                                    | productieracer                                    | productieracer                                    | productieracer                                    | productieracer                                    | productieracer                                    | productieracer                                    | productieracer                                    | productieracer                                                               | sportmotor                        |
| Motortype               | OHV                                                             | OHV                                               | OHV                                               | OHV                                               | OHV                                               | OHV                                               | OHV                                               | OHV                                               | OHV                                               | OHV                                                                          | OHV                               |
| Bouwwijze               | liggende (165°) eencilinder                                     | liggende (165°) eencilinder                       | liggende (165°) eencilinder                       | liggende (165°) eencilinder                       | liggende (165°) eencilinder                       | liggende (165°) eencilinder                       | liggende (165°) eencilinder                       | liggende (165°) eencilinder                       | liggende (165°) eencilinder                       | liggende (165°) eencilinder                                                  | liggende (165°) eencilinder       |
| Koeling                 | lucht                                                           | lucht                                             | lucht                                             | lucht                                             | lucht                                             | lucht                                             | lucht                                             | lucht                                             | lucht                                             | lucht                                                                        | lucht                             |
| Kleppen per cilinder    | 2                                                               | 2                                                 | 2                                                 | 2                                                 | 2                                                 | 2                                                 | 2                                                 | 2                                                 | 2                                                 | 2                                                                            | 2                                 |
| Kleppenaandrijving      | stoterstangen                                                   | stoterstangen                                     | stoterstangen                                     | stoterstangen                                     | stoterstangen                                     | stoterstangen                                     | stoterstangen                                     | stoterstangen                                     | stoterstangen                                     | stoterstangen                                                                | stoterstangen                     |
| Boring                  | 66 mm                                                           | 72 mm                                             | 72 mm                                             | 72 mm                                             | 72 mm                                             | 72 mm                                             | 72 mm                                             | 72 mm                                             | 72 mm                                             | 72 mm                                                                        | 66 mm                             |
| Slag                    | 72 mm                                                           | 61 mm                                             | 61 mm                                             | 61 mm                                             | 61 mm                                             | 61 mm                                             | 61 mm                                             | 61 mm                                             | 61 mm                                             | 61 mm                                                                        | 72 mm                             |
| Cilinderinhoud          | 246,3 cc                                                        | 248,4 cc                                          | 248,4 cc                                          | 248,4 cc                                          | 248,4 cc                                          | 248,4 cc                                          | 248,4 cc                                          | 248,4 cc                                          | 248,4 cc                                          | 248,4 cc                                                                     | 246,3 cc                          |
| Carburateur             | Dell'Orto SSI 30A (fabriekracers Dell'Orto 38 mm)               | Dell'Orto SSI 30A (fabriekracers Dell'Orto 38 mm) | Dell'Orto SSI 30A (fabriekracers Dell'Orto 38 mm) | Dell'Orto SSI 30A (fabriekracers Dell'Orto 38 mm) | Dell'Orto SSI 30A (fabriekracers Dell'Orto 38 mm) | Dell'Orto SSI 30A (fabriekracers Dell'Orto 38 mm) | Dell'Orto SSI 30A (fabriekracers Dell'Orto 38 mm) | Dell'Orto SSI 30A (fabriekracers Dell'Orto 38 mm) | Dell'Orto SSI 30A (fabriekracers Dell'Orto 38 mm) | Dell'Orto SSI 30A (fabriekracers Dell'Orto 38 mm)                            | onbekend                          |
| Compressieverhouding    | 10,5 à 10,7:1                                                   | 10,5 à 10,7:1                                     | 10,5 à 10,7:1                                     | 10,5 à 10,7:1                                     | 10,5 à 10,7:1                                     | 10,5 à 10,7:1                                     | 10,5 à 10,7:1                                     | 10,5 à 10,7:1                                     | 10,5 à 10,7:1                                     | 10,5 à 10,7:1                                                                | 9,5:1                             |
| Max. Vermogen           | 22 pk (16,2 kW) (fabrieksracers 28 pk (20,6 kW) bij 10.000 tpm) | >30 pk (>22,1 kW) bij 9.500 tpm                   | >30 pk (>22,1 kW) bij 9.500 tpm                   | >30 pk (>22,1 kW) bij 9.500 tpm                   | >30 pk (>22,1 kW) bij 9.500 tpm                   | >30 pk (>22,1 kW) bij 9.500 tpm                   | >30 pk (>22,1 kW) bij 9.500 tpm                   | >30 pk (>22,1 kW) bij 9.500 tpm                   | 33 pk (24,3 kW)                                   | 34 pk (25 kW) bij 10.000 tpm (fabrieksracers 36 pk (26,5 kW) bij 11.000 tpm) | 25 pk (18,4 kW) bij 8.500 tpm     |
| Primaire aandrijving    | tandwielen                                                      | tandwielen                                        | tandwielen                                        | tandwielen                                        | tandwielen                                        | tandwielen                                        | tandwielen                                        | tandwielen                                        | tandwielen                                        | tandwielen                                                                   | tandwielen                        |
| Koppeling               | meervoudige natte platenkoppeling                               | meervoudige natte platenkoppeling                 | meervoudige natte platenkoppeling                 | meervoudige natte platenkoppeling                 | meervoudige natte platenkoppeling                 | meervoudige droge platenkoppeling                 | meervoudige droge platenkoppeling                 | meervoudige droge platenkoppeling                 | meervoudige droge platenkoppeling                 | meervoudige droge platenkoppeling                                            | meervoudige natte platenkoppeling |
| Versnellingen           | 4                                                               | 4                                                 | 5                                                 | 5                                                 | 5                                                 | 5                                                 | 5                                                 | 5                                                 | 5                                                 | 5                                                                            | 4                                 |
| Secundaire aandrijving  | ketting                                                         | ketting                                           | ketting                                           | ketting                                           | ketting                                           | ketting                                           | ketting                                           | ketting                                           | ketting                                           | ketting                                                                      | ketting                           |
| Rijwielgedeelte         | ruggengraat frame                                               | ruggengraat frame                                 | ruggengraat frame                                 | ruggengraat frame                                 | ruggengraat frame                                 | ruggengraat frame                                 | ruggengraat frame                                 | ruggengraat frame                                 | ruggengraat frame                                 | ruggengraat frame                                                            | ruggengraat frame                 |
| Remmen                  | trommelremmen voor en achter                                    | trommelremmen voor en achter                      | trommelremmen voor en achter                      | trommelremmen voor en achter                      | trommelremmen voor en achter                      | trommelremmen voor en achter                      | trommelremmen voor en achter                      | trommelremmen voor en achter                      | trommelremmen voor en achter                      | trommelremmen voor en achter                                                 | trommelremmen voor en achter      |
| gewicht in kg           | 108 (fabrieksracers <100)                                       | 108 (fabrieksracers <100)                         | 108 (fabrieksracers <100)                         | 108 (fabrieksracers <100)                         | 108 (fabrieksracers <100)                         | 108 (fabrieksracers <100)                         | 108 (fabrieksracers <100)                         | 108 (fabrieksracers <100)                         | 108 (fabrieksracers <100)                         | 108 (fabrieksracers <100)                                                    | 110                               |

### Technische gegevens Ala d'Oro 350
| Aermacchi Ala d'Oro    | Productieracer                                      | Fabrieksracer                                          | 382                               | 402                               |
| ---------------------- | --------------------------------------------------- | ------------------------------------------------------ | --------------------------------- | --------------------------------- |
| Periode                | 1964-1972                                           | 1964-1972                                              | 1969                              | 1970                              |
| Categorie              | productieracer                                      | fabrieksracer                                          | fabrieksracer                     | fabrieksracer                     |
| Motortype              | viertakt OHV                                        | viertakt OHV                                           | viertakt OHV                      | viertakt OHV                      |
| Bouwwijze              | liggende (165°) eencilinder                         | liggende (165°) eencilinder                            | liggende (165°) eencilinder       | liggende (165°) eencilinder       |
| Koeling                | lucht                                               | lucht                                                  | lucht                             | lucht                             |
| Kleppen per cilinder   | 2                                                   | 2                                                      | 2                                 | 2                                 |
| boring                 | 74 mm, vanaf 1968: 77 mm vanaf 1970: 78,5 mm        | 74 mm, vanaf 1968: 77 mm vanaf 1970: 78,5 mm           | 78 mm                             | 80 mm (waarschijnlijk)            |
| slag                   | 80 mm, vanaf 1968: 75 mm vanaf 1970: 72 mm          | 80 mm, vanaf 1968: 75 mm vanaf 1970: 72 mm             | 80 mm                             | 80 mm (waarschijnlijk)            |
| Cilinderinhoud         | 344,1 cc, vanaf 1968: 349,2 cc vanaf 1970: 348,5 cc | 344,1 cc, vanaf 1968: 349,2 cc vanaf 1970: 348,5 cc    | 382,3 cc                          | 402,1 cc                          |
| Carburateur            | Dell'Orto 38 mm                                     | Dell'Orto 40 mm                                        | onbekend                          | Dell'Orto 991.42B (42 mm)         |
| Compressieverhouding   | onbekend                                            | onbekend                                               | onbekend                          | onbekend                          |
| Max. Vermogen          | 24,3 kW/33 pk bij 8.400 tpm                         | 27,2 kW/37 pk bij 10.000 tpm vanaf 1970: 30,9 kW/42 pk | 31,6 kW/43 pk bij 10.000 tpm      | 33,1-36,8 kW/45-50 pk             |
| Topsnelheid            | 200 km/h                                            | 210 km/h vanaf 1968: 230 km/h                          | onbekend                          | onbekend                          |
| Primaire aandrijving   | tandwielen                                          | tandwielen                                             | tandwielen                        | tandwielen                        |
| koppeling              | meervoudige droge platenkoppeling                   | meervoudige droge platenkoppeling                      | meervoudige droge platenkoppeling | meervoudige droge platenkoppeling |
| versnellingen          | 5                                                   | 5                                                      | 5                                 | 5                                 |
| Secundaire aandrijving | ketting                                             | ketting                                                | ketting                           | ketting                           |
| Rijwielgedeelte        | ruggengraatframe                                    | ruggengraatframe                                       | ruggengraatframe                  | ruggengraatframe                  |
| Voorvork               | telescoopvork                                       | telescoopvork                                          | telescoopvork                     | telescoopvork                     |
| Achtervork             | swingarm                                            | swingarm                                               | swingarm                          | swingarm                          |
| Remmen                 | trommelremmen                                       | trommelremmen                                          | trommelremmen                     | trommelremmen                     |
| Tankinhoud             | verschillend                                        | verschillend                                           | verschillend                      | verschillend                      |
| Droog gewicht          | 109 kg                                              | <100 kg                                                | <100 kg                           | <100 kg                           |

### Technische gegevens Ala d'Oro 125
| Aermacchi              | Ala d'Oro 125                                       |
| ---------------------- | --------------------------------------------------- |
| Periode                | 1969-1972                                           |
| Categorie              | fabrieksracer/productieracer                        |
| Motortype              | tweetakt                                            |
| Bouwwijze              | zuigergestuurde luchtgekoelde staande eencilinder   |
| boring                 | 56 mm                                               |
| slag                   | 50 mm                                               |
| Cilinderinhoud         | 123,2 cc                                            |
| Carburateur(s)         | Dell'Orto 27 mm (fabrieksracer Dell'Orto SS1 28 mm) |
| Smeersysteem           | mengsmering                                         |
| Compressieverhouding   | onbekend                                            |
| Max. Vermogen          | 14,7 kW/20 pk bij 9.200 tpm                         |
| Topsnelheid            | onbekend                                            |
| Primaire aandrijving   | tandwielen                                          |
| koppeling              | meervoudige droge platenkoppeling                   |
| versnellingen          | 5                                                   |
| Secundaire aandrijving | ketting                                             |
| Rijwielgedeelte        | dubbel wiegframe                                    |
| Voorvork               | telescoopvork                                       |
| Achtervork             | swingarm                                            |
| Remmen                 | trommelremmen                                       |
| Tankinhoud             | onbekend                                            |
| Droog gewicht          | 85 kg (fabrieksracer 80 kg)                         |